# Sumarezinho
O Sumarezinho é um pequeno bairro da Zona Oeste de São Paulo, localizado no distrito de Pinheiros, sendo administrado pela Subprefeitura de Pinheiros. Está localizado entre o bairro do Sumaré e a Vila Madalena, em uma pequena faixa que engloba a estação do metrô Vila Madalena, e onde estão algumas ruas importantes como a Girassol, Wisard, Rodésia e Harmonia.

## Histórico
O Sumarezinho é um lugar rico em história e diversidade cultural. Antes da chegada dos colonizadores portugueses, a área era habitada por povos indígenas Tupi-Guarani. Durante o período colonial, a região começou a ser explorada por bandeirantes, mas permaneceu majoritariamente inexplorada até o século XIX, quando a expansão das atividades agrícolas transformou as terras da antiga Fazenda do Butantã em propriedades menores.
No início do século XX, Sumarezinho começou a se urbanizar oficialmente, com a chegada de imigrantes italianos  e migrantes de outras regiões do Brasil, que moldaram a identidade cultural do bairro. Com o crescimento industrial de São Paulo, vilas operárias surgiram, refletindo a nova realidade econômica da cidade. No século XXI, Sumarezinho se consolidou como um bairro residencial de classe média, mesclando antigas vilas com novos empreendimentos imobiliários.

## Atualidade
O bairro é caracterizado por suas ruas arborizadas e uma mistura de estilos arquitetônicos, desde casas históricas até modernos prédios residenciais. A preservação de algumas destas construções é valorizada pela comunidade, que busca manter a identidade única do local. Sumarezinho também possui uma presença cultural marcante, com eventos comunitários e feiras de rua que promovem a integração social. A proximidade com a Vila Madalena contribui para a efervescência cultural, atraindo artistas e músicos. O bairro é classificado pelo CRECI como "Zona de Valor B", assim como outras áreas nobres da capital como Jardim Paulistano, Vila Olímpia e Pinheiros.
Geograficamente, Sumarezinho está situado em uma área de relevo suave, com altitudes variando entre 700 e 800 metros, o que proporciona um clima ameno e uma paisagem urbana agradável. O bairro está próximo ao Parque Villa-Lobos, uma das maiores áreas verdes da cidade, oferecendo opções de lazer e recreação ao ar livre, além de pequenas praças e jardins espalhados pela região. É abastecido pela Sabesp através do reservatório de água do Sistema Cantareira.
Embora não possua grandes shoppings, a proximidade com o Shopping Eldorado e o Shopping Villa-Lobos oferece fácil acesso a uma ampla gama de lojas e serviços. Possui uma associação de moradores: AMadá – Associação de Moradores e Amigos do Sumarezinho, Vila Madalena e Região. As feiras livres locais são uma tradição, oferecendo produtos frescos e um ponto de encontro para a comunidade. Sumarezinho é bem servido por transporte público, com a estação de metrô Vila Madalena e várias linhas de ônibus que conectam a região a outros pontos da cidade.